# The Snake (album, Harvey Mandel)
The Snake je páté sólové studiové album amerického kytaristy Harveyho Mandela. Vydalo jej v roce 1972 hudební vydavatelství Janus Records. V hitparádovém žebříčku Billboard 200 se album umístilo na 198. příčce. Jeho producentem byl společně s Mandelem Skip Taylor. Na albu se podíleli například Charles Lloyd, Larry Taylor, Don „Sugarcane“ Harris nebo Adolfo de la Parra. Na různá svá alba si Mandel zval také zpěváky; na tomto albu se nachází píseň „Uno Ino“, v níž zpíval on sám. Píseň „Ode to the Owl“ je poctou Alanu „Blind Owl“ Wilsonovi. Na původní gramofonové desce se nachází celkem devět písní (prvních pět na první straně, zbylé na druhé). V roce 1989 vyšlo album v reedici na CD a to pouze v Německu; roku 1997 bylo na tomto nosiči vydáno také ve Spojeném království.

## Seznam skladeb
| Pořadí | Název                 | Autor                                                       | Délka |
| ------ | --------------------- | ----------------------------------------------------------- | ----- |
| 1.     | The Divining Rod      | Harvey Mandel                                               | 3:04  |
| 2.     | Pegasus               | Mandel                                                      | 3:30  |
| 3.     | Lynda Love            | Mandel                                                      | 2:45  |
| 4.     | Peruvian Flake        | Mandel                                                      | 3:31  |
| 5.     | The Snake             | Mandel, Larry Taylor                                        | 3:15  |
| 6.     | Uno Ino               | Mandel, Jim Carroll, Skip Taylor                            | 2:34  |
| 7.     | Ode to the Owl        | Mandel                                                      | 2:42  |
| 8.     | Levitation            | Mandel, Charles Lloyd                                       | 5:14  |
| 9.     | Bite the Electric Eel | Mandel, Don Harris, Paul Lagos, Randy Resnick, Victor Conte | 4:15  |

## Obsazení
- Harvey Mandel – sólová kytara, zpěv (pouze „Uno Ino“)
- Randy Resnick – rytmická kytara
- Freddie Roulette – steel kytara
- Victor Conte – baskytara
- Chuck Domanico – baskytara
- Larry Taylor – baskytara
- Antonio de la Barreda – baskytara
- Jim Taylor – klavír
- Kevin Burton – varhany
- Don „Sugarcane“ Harris – housle
- Charles Lloyd – flétna
- Paul Lagos – bicí
- Earl Palmer – bicí
- Adolfo de la Parra – bicí